# Hydropsyche urgorrii
Hydropsyche urgorrii är en nattsländeart som beskrevs av Gonzalez och Malicky 1980. Hydropsyche urgorrii ingår i släktet Hydropsyche och familjen ryssjenattsländor. Inga underarter finns listade i Catalogue of Life.